# Ryosuke Tamura
Ryosuke Tamura (田村 亮介 Tamura Ryosuke?, nacido el 8 de mayo de 1995 en Nara) es un futbolista japonés que se desempeña como centrocampista.

## Trayectoria

### Clubes
| Club             | País  | Año         |
| ---------------- | ----- | ----------- |
| Kyoto Sanga FC   | Japón | 2014 -      |
| Sagan Tosu       | Japón | 2015        |
| J. League sub-22 | Japón | 2014 - 2015 |

## Estadística de carrera

### J. League
| Club             | Año   | J. League | J. League | Copa J. League | Copa J. League | Total | Total |
| Club             | Año   | Part.     | Goles     | Part.          | Goles          | Part. | Goles |
| ---------------- | ----- | --------- | --------- | -------------- | -------------- | ----- | ----- |
| Kyoto Sanga FC   | 2014  | 8         | 0         | -              | -              | 8     | 0     |
| Sagan Tosu       | 2015  | 1         | 0         | 3              | 0              | 4     | 0     |
| J. League sub-22 | 2014  | 8         | 1         | -              | -              | 8     | 1     |
| J. League sub-22 | 2015  | 3         | 0         | -              | -              | 3     | 0     |
| Kyoto Sanga FC   | 2016  | 4         | 0         | -              | -              | 4     | 0     |
| Kyoto Sanga FC   | 2017  | 10        | 1         | -              | -              | 10    | 1     |
| Total            | Total | 34        | 2         | 3              | 0              | 37    | 2     |